# Influenzavirus A sottotipo H7N9

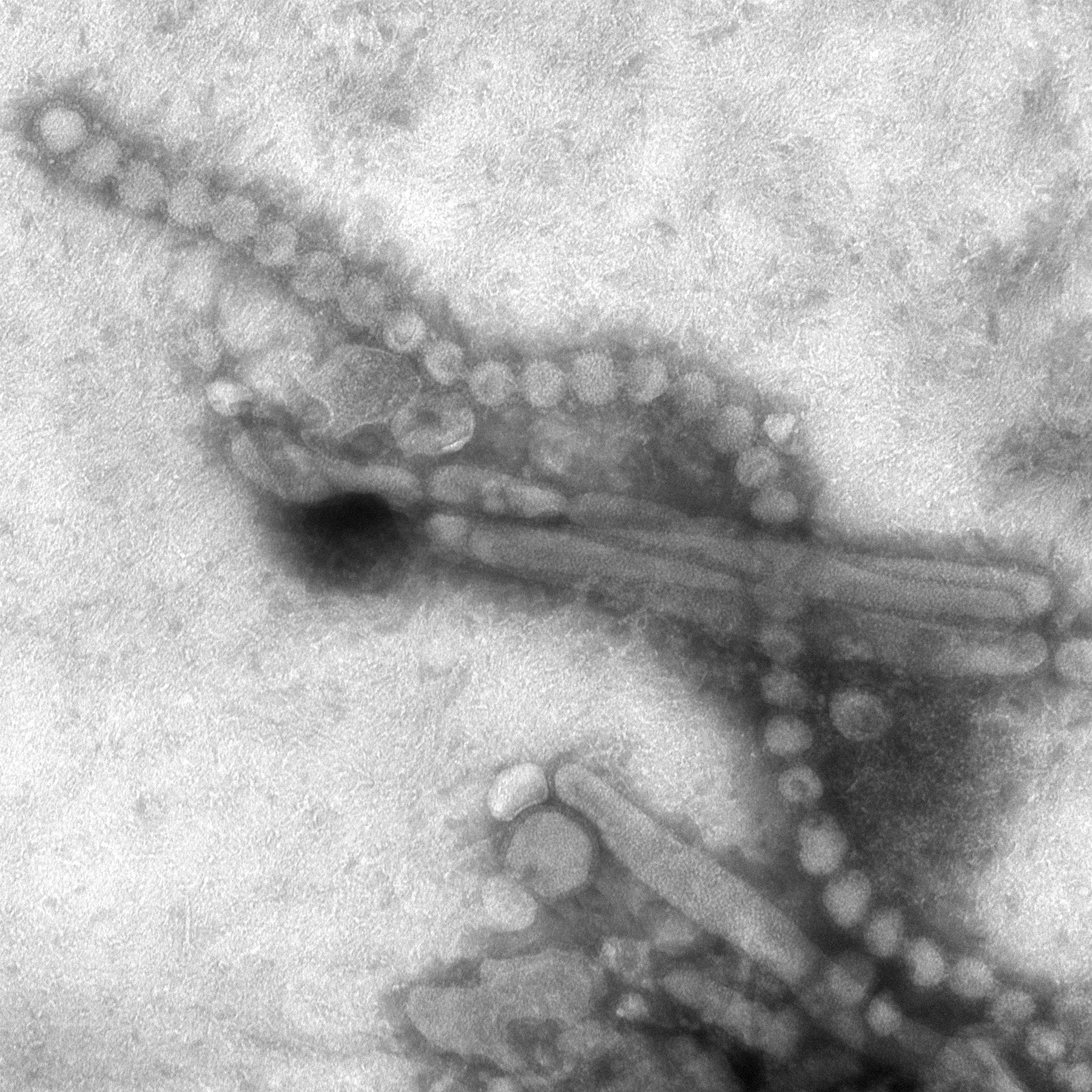
Influenza A (H7N9) vista al microscopio elettronico. In questa foto si osservano sia i filamenti che le sfere.

H7N9 è un sierotipo di Influenzavirus A che causa l'influenza aviaria. I virus A H7 circolano regolarmente nella popolazione degli uccelli, ma alcune varianti possono occasionalmente colpire gli esseri umani. Il sierotipo H7N9 è stato isolato per la prima volta da un paziente umano nel 2013 in Cina. Nei mesi successivi al primo caso sono state rilevate più di 100 persone infette, il 75% delle quali aveva avuto contatti con volatili vivi. L'Organizzazione Mondiale della Sanità considera il sierotipo H7N9 un virus pericoloso per le persone che ha causato, fino al 6 novembre 2013, 139 casi umani e oltre 45 decessi. 
Ufficialmente lo stato di epidemia non è stato proclamato, ma la sorveglianza epidemiologica considera con attenzione H7N9 per poi assimilarlo, a fine aprile 2013, alla fase 3 della tipologia stabilita dall'OMS.

## Patogenicità
La virulenza di questo sottotipo è bassa negli uccelli, ma alta (e in aumento) nell'uomo, uccide in due settimane, e inizialmente in poco più di un caso su cinque, poi sembra essere diventato ancora più patogeno.
Il 24 aprile 2013 (leggi cronologia), l'OMS ha osservato che il tasso di morbilità dell'H7N9 superava quello dell'H5N1, Tuttavia, poco si sa di questo nuovissimo virus di origine aviaria e delle sue possibili capacità di propagazione e ricombinazione attraverso le migrazioni degli uccelli, in maniera identica o meno alle ondate di ricombinazione osservate per l'influenza del 1968.
L'apparente sicurezza di questo sottotipo per gli uccelli (nessun sintomo osservabile finora) rende più difficile mappare la circolazione e il possibile dispiegamento del virus negli anni a venire, dove i cadaveri di uccelli vittime dell'H5N1 erano un marcatore.
Secondo le autorità cinesi (inizio agosto 2013), la maggior parte dei pazienti presenta anche sequele quali: un disturbo respiratorio molto presente, congestione occasionale dei bronchi e qualche insufficienza renale. Il virus sembra essere stato rallentato e contenuto dopo giugno 2013 secondo l'OMS senza scomparire (il 7 agosto 2013 la prima trasmissione da uomo a uomo è stata confermata da ricercatori cinesi che ritengono che il virus H7N9 stia poi mutando).
Secondo il rapporto pubblicato il 16 gennaio 2017, su 918 casi umani confermati in laboratorio, 359 pazienti sono morti.
Al 1 giugno 2021, questo bilancio è di 1 668 casi, inclusi 616 decessi secondo l'Organizzazione delle Nazioni Unite per l'alimentazione e l'agricoltura.